# Premio Nacional de Diseño
Los Premios Nacionales de Diseño son unos galardones financiados y otorgados por el Museo Nacional de Diseño Cooper-Hewitt, e implementados a partir del año 2000. Existen siete categorías de diseño oficiales, y tres premios adicionales, aunque el jurado o la institución pueden entregar otros reconocimientos suplementarios.
Las siete categorías oficiales de diseño son:
- Arquitectura Diseño
- Diseño de la comunicación
- Diseño de Moda (creado en 2003)
- Diseño de Interiores (creado en 2005)
- Diseño de Interacción (creado en 2009)
- Diseño del Paisaje
- Diseño de Productos

Las tres categorías de premios adicionales son:
- Trayectoria profesional
- Patrón de diseño (creado en 2001)
- Mind Design o Diseño mental (creado en 2005)

Las categorías suplementarios incluyen:
- Popular Design Award Mención Diseño Popular (creado en 2006)
- Mención Especial (Otorgado en 2008)
- Mención Especial del Jurado (creado en 2005, pero se omite en 2008)
- Americano Original (Otorgado en 2000 y 2002 solamente)

## Galardonados

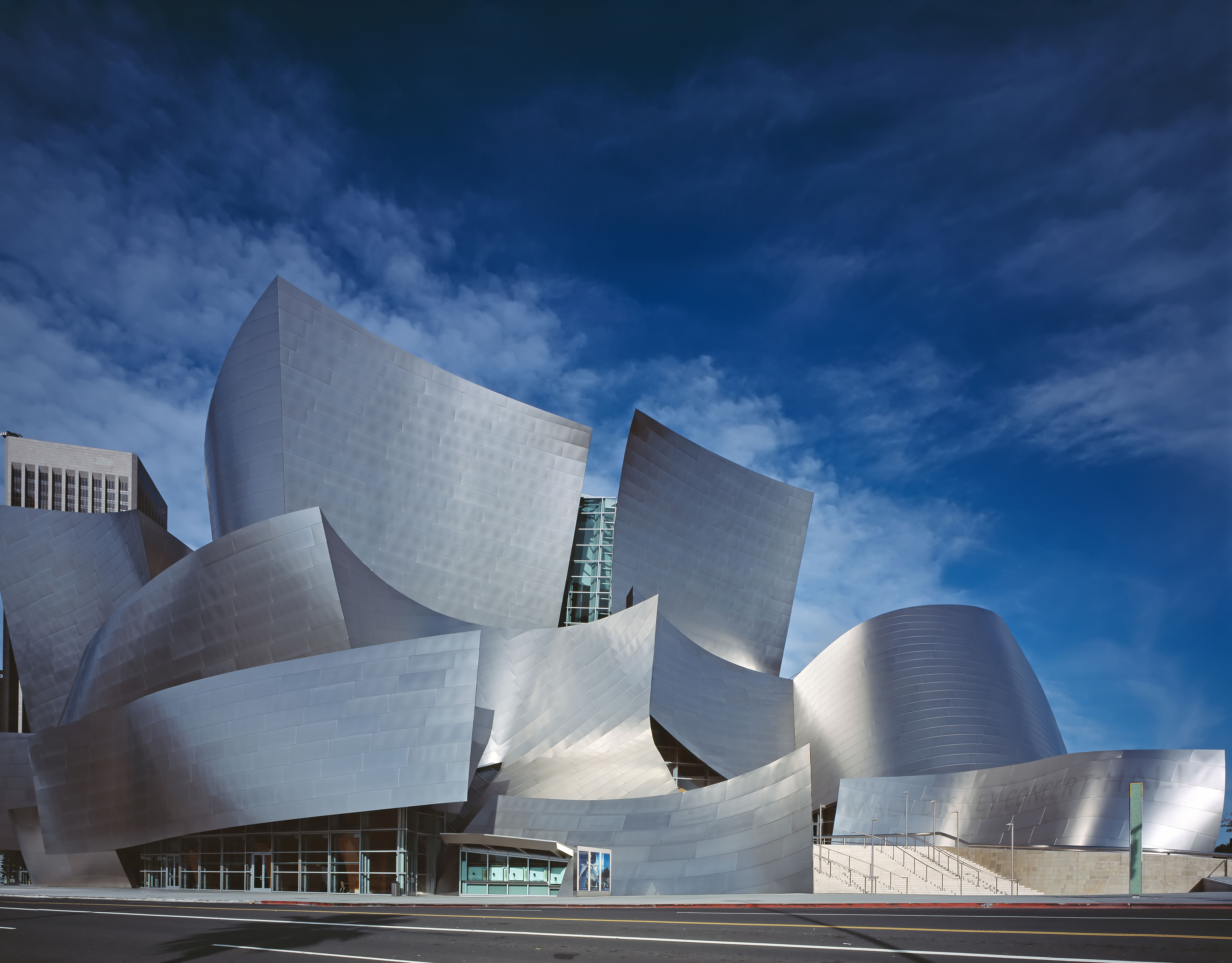
Frank Gehry, Ganador a la Trayectoria profesional en 2000, arquitecto del Disney Concert Hall.

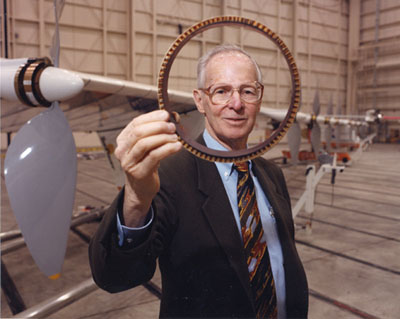
Paul MacCready, Ganador de Diseño de productos en 2000, Presidente de AeroVironment.

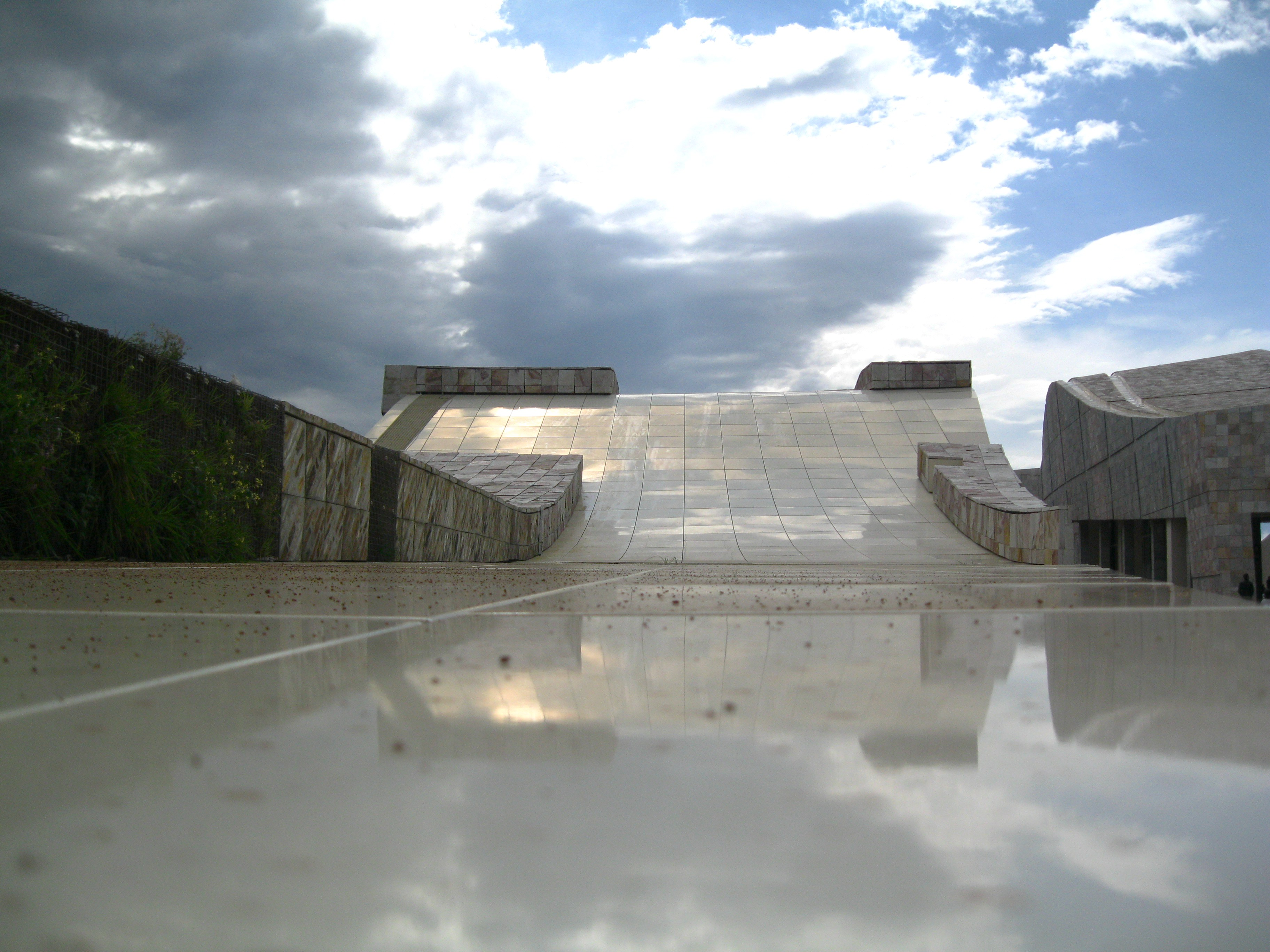
Peter Eisenman, Ganador de Diseño en arquitectura en 2001, arquitecto de "Cidade da Cultura" en España.

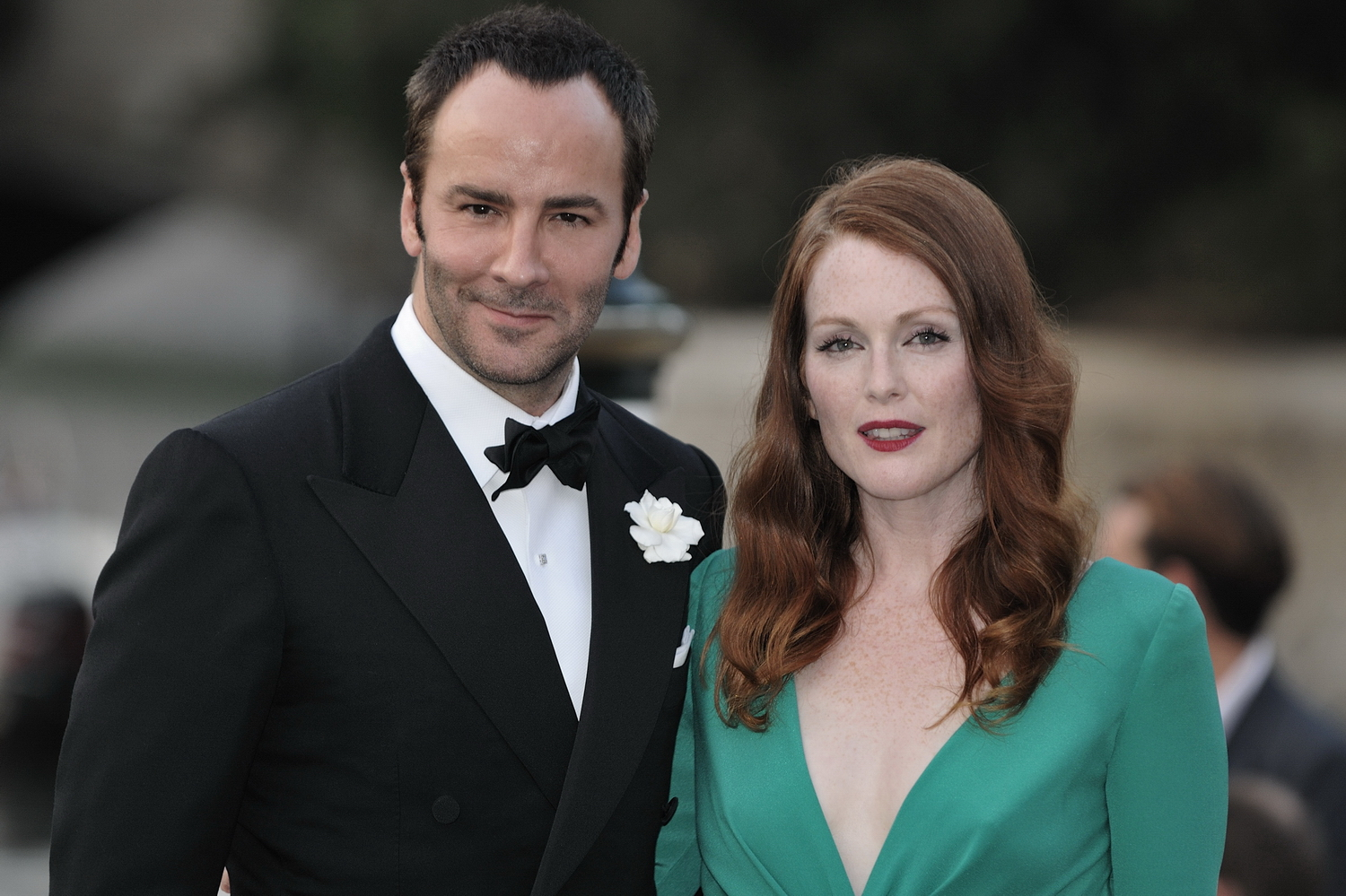
Tom Ford (izquierda), Ganador en Diseño de moda en 2002 con la actrtiz Julianne Moore.

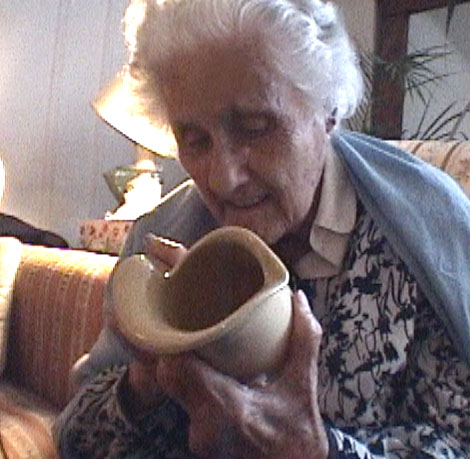
Eva Zeisel, Ganador a la Trayectoria profesional en 2005.

| Año  | Premio                                | Ganador                                               | Finalistas                                   | Ref                  |
| ---- | ------------------------------------- | ----------------------------------------------------- | -------------------------------------------- | -------------------- |
| 2000 | Trayectoria profesional               | Frank Gehry                                           |                                              |                      |
| 2000 | Trayectoria corporativa               | Apple                                                 |                                              |                      |
| 2000 | Diseño de las comunicaciones          | Ralph Appelbaum                                       |                                              |                      |
| 2000 | Arquitectura paisajística             | Lawrence Halprin                                      |                                              |                      |
| 2000 | Diseño de productos                   | Paul MacCready                                        |                                              |                      |
| 2000 | Americano Original                    | John Hejduk y Morris Lapidus                          |                                              |                      |
| 2001 | Trayectoria profesional               | Robert Wilson                                         |                                              |                      |
| 2001 | Trayectoria corporativa               | Tupperware                                            |                                              |                      |
| 2001 | Diseño en arquitectura                | Peter Eisenman                                        |                                              |                      |
| 2001 | Diseño de la comunicaciones           | John Maeda                                            |                                              |                      |
| 2001 | Arquitectura paisajística             | Julie Bargmann of D.I.R.T. Studio                     |                                              |                      |
| 2001 | Diseño de productos                   | David M. Kelley & IDEO                                |                                              |                      |
| 2001 | Design Patron                         | Stanley Marcus                                        |                                              |                      |
| 2002 | Trayectoria profesional               | Dan Kiley                                             |                                              |                      |
| 2002 | Trayectoria corporativa               | Corporación Whirlpool                                 |                                              |                      |
| 2002 | Diseño en arquitectura                | Steven Holl                                           |                                              |                      |
| 2002 | Diseño de la comunicaciones           | Lucille Tenazas                                       |                                              |                      |
| 2002 | Arquitectura paisajística             | James Carpenter                                       |                                              |                      |
| 2002 | Diseño de productos                   | Niels Diffrient                                       |                                              |                      |
| 2002 | Design Patron                         | Andre Balazs                                          |                                              |                      |
| 2002 | Americano Original                    | Geoffrey Beene                                        |                                              |                      |
| 2003 | Trayectoria profesional               | Ieoh Ming Pei                                         |                                              |                      |
| 2003 | Trayectoria corporativa               | Target Corporation                                    |                                              |                      |
| 2003 | Diseño en arquitectura                | Billie Tsien y Tod Williams                           |                                              |                      |
| 2003 | Diseño de la comunicaciones           | Robert Greenberg                                      |                                              |                      |
| 2003 | Arquitectura paisajística             | Michael Van Valkenburgh                               |                                              |                      |
| 2003 | Diseño de moda                        | Tom Ford                                              |                                              |                      |
| 2003 | Diseño de productos                   | Herman Miller                                         |                                              |                      |
| 2003 | Design Patron                         | Gordon Segal                                          |                                              |                      |
| 2004 | Trayectoria profesional               | Milton Glaser                                         |                                              |                      |
| 2004 | Trayectoria corporativa               | Coporación Aveda                                      |                                              |                      |
| 2004 | Diseño en arquitectura                | Rick Joy y James Polshek                              |                                              |                      |
| 2004 | Diseño de la comunicaciones           | @radical.media                                        |                                              |                      |
| 2004 | Arquitectura paisajística             | William A. McDonough y Partners                       |                                              |                      |
| 2004 | Diseño de moda                        | Yeohlee Teng                                          |                                              |                      |
| 2004 | Diseño de productos                   | Yves Béhar                                            |                                              |                      |
| 2004 | Design Patron                         | Amanda Burden                                         |                                              |                      |
| 2005 | Trayectoria profesional               | Eva Zeisel                                            |                                              | [ 1 ]                |
| 2005 | Trayectoria corporativa               | Patagonia                                             |                                              | [ 1 ]                |
| 2005 | Diseño en arquitectura                | Diller Scofidio + Renfro                              | Tom Kundig, Antoine Predock                  | [ 1 ]                |
| 2005 | Diseño de la comunicaciones           | Stefan Sagmeister                                     | 2x4, Paula Scher                             | [ 1 ]                |
| 2005 | Arquitectura paisajística             | Ned Kahn                                              | Kathryn Gustafson, Peter Walker y Partners   | [ 1 ]                |
| 2005 | Diseño de moda                        | Toledo Studio                                         | Maria Cornejo, Proyecto Alabama              | [ 1 ]                |
| 2005 | Diseño de productos                   | Burt Rutan                                            | Boym Partners, Bill Stumpf                   | [ 1 ]                |
| 2005 | Design Patron                         | Richard M. Daley, Mayor of Chicago                    |                                              | [ 1 ]                |
| 2005 | Design Mind                           | Katherine McCoy y Michael McCoy                       |                                              | [ 1 ]                |
| 2005 | Diseño de interiores                  | Richard Gluckman                                      | Michael Gabellini, Hugh Hardy                | [ 1 ]                |
| 2005 | Special Jury Commendation             | Sergio Palleroni                                      |                                              | [ 1 ]                |
| 2006 | Trayectoria profesional               | Paolo Soleri                                          |                                              | [ 2 ]                |
| 2006 | Trayectoria corporativa               | Nike, Inc.                                            |                                              | [ 2 ]                |
| 2006 | Diseño en arquitectura                | Thom Mayne                                            | Stanley Saitowitz, Bernard Tschumi           | [ 2 ]                |
| 2006 | Diseño de la comunicaciones           | 2x4                                                   | Jake Barton, Chip Kidd                       | [ 2 ]                |
| 2006 | Arquitectura paisajística             | Martha Schwartz                                       | Andrea Cochran, Ken Smith                    | [ 2 ]                |
| 2006 | Diseño de moda                        | Maria Cornejo                                         | Thom Browne, Peter Som                       | [ 2 ]                |
| 2006 | Diseño de productos                   | Bill Stumpf                                           | Antenna Design, Jonathan Ive                 | [ 2 ]                |
| 2006 | Design Patron                         | Craig Robins                                          | n/a                                          | [ 2 ]                |
| 2006 | People's Choice                       | The Katrina Cottage by Marianne Cusato                | n/a                                          | [ 2 ]                |
| 2006 | Design Mind                           | Paola Antonelli                                       | n/a                                          | [ 2 ]                |
| 2006 | Diseño de interiores                  | Michael Gabellini                                     | Annabelle Selldorf, Tsao y McKown Architects | [ 2 ]                |
| 2006 | Special Jury Commendation             | Syd Mead                                              | n/a                                          | [ 2 ]                |
| 2007 | Trayectoria profesional               | Antoine Predock                                       |                                              | [ 3 ] [ 4 ]          |
| 2007 | Trayectoria corporativa               | Adobe Systems                                         |                                              | [ 3 ]                |
| 2007 | Diseño en arquitectura                | Office dA                                             |                                              | [ 3 ]                |
| 2007 | Diseño de la comunicaciones           | Chip Kidd                                             |                                              | [ 3 ]                |
| 2007 | Arquitectura paisajística             | PWP Arquitectura paisajística                         |                                              | [ 3 ]                |
| 2007 | Diseño de moda                        | Rick Owens                                            |                                              | [ 3 ]                |
| 2007 | Diseño de productos                   | Jonathan Ive                                          |                                              | [ 3 ]                |
| 2007 | Design Patron                         | Maharam                                               |                                              | [ 3 ]                |
| 2007 | People's Choice                       | TOMS Shoes by Blake Mycoskie                          |                                              | [ 3 ]                |
| 2007 | Design Mind                           | Denise Scott Brown y Robert Venturi                   |                                              | [ 3 ]                |
| 2007 | Diseño de interiores                  | Lewis.Tsurumaki.Lewis                                 |                                              | [ 3 ]                |
| 2007 | Special Jury Commendation             | Frank Ching                                           |                                              | [ 3 ]                |
| 2008 | Trayectoria profesional               | Charles Harrison                                      |                                              | [ 5 ]                |
| 2008 | Trayectoria corporativa               | Google, Inc.                                          |                                              | [ 5 ]                |
| 2008 | Diseño en arquitectura                | Tom Kundig                                            |                                              | [ 5 ]                |
| 2008 | Diseño de la comunicaciones           | Scott Stowell                                         |                                              | [ 5 ]                |
| 2008 | Arquitectura paisajística             | OLIN                                                  |                                              | [ 5 ] [ 6 ]          |
| 2008 | Diseño de moda                        | Ralph Rucci                                           |                                              | [ 5 ]                |
| 2008 | Diseño de productos                   | Antenna Design                                        |                                              | [ 5 ]                |
| 2008 | Design Patron                         | Architecture for Humanity                             |                                              | [ 5 ]                |
| 2008 | People's Choice                       | Zon hearing aid by Stuart Karten Design               |                                              | [ 5 ]                |
| 2008 | Design Mind                           | Michael Bierut                                        |                                              | [ 5 ]                |
| 2008 | Diseño de interiores                  | Rockwell Group                                        |                                              | [ 5 ]                |
| 2008 | Design Commendation                   | Janna Bullock                                         |                                              | [ 5 ]                |
| 2009 | Trayectoria profesional               | Bill Moggridge                                        |                                              | [ 7 ] [ 8 ]          |
| 2009 | Trayectoria corporativa               | Walker Art Center                                     |                                              | [ 7 ]                |
| 2009 | Diseño en arquitectura                | SHoP Architects                                       |                                              | [ 7 ]                |
| 2009 | Diseño de la comunicaciones           | Departamento de Diseño Gráfico del The New York Times |                                              | [ 7 ]                |
| 2009 | Arquitectura paisajística             | Hood Design                                           |                                              | [ 7 ]                |
| 2009 | Diseño de moda                        | Francisco Costa para la Colección de Calvin Klein     |                                              | [ 7 ]                |
| 2009 | Diseño de productos                   | Boym Partners                                         |                                              | [ 7 ]                |
| 2009 | Design Patron                         | Reynold Levy                                          |                                              | [ 7 ]                |
| 2009 | People's Choice                       | Trek Lime Bike                                        |                                              | [ 7 ]                |
| 2009 | Design Mind                           | Amory B. Lovins                                       |                                              | [ 7 ]                |
| 2009 | Diseño de interiores                  | Tsao & McKown Architects                              |                                              | [ 7 ]                |
| 2009 | Diseño de interacción                 | Perceptive Pixel, Inc.                                |                                              | [ 7 ]                |
| 2010 | Trayectoria profesional               | Jane Thompson                                         |                                              | [ 9 ]                |
| 2010 | Trayectoria corporativa               | U.S. Green Building Council                           |                                              | [ 9 ]                |
| 2010 | Diseño en arquitectura                | KieranTimberlake                                      |                                              | [ 9 ]                |
| 2010 | Diseño de la comunicaciones           | Stephen Doyle                                         |                                              | [ 9 ]                |
| 2010 | Arquitectura paisajística             | James Corner Field Operations                         |                                              | [ 9 ]                |
| 2010 | Diseño de moda                        | Rodarte                                               |                                              | [ 9 ]                |
| 2010 | Diseño de productos                   | Smart Design                                          |                                              | [ 9 ]                |
| 2010 | People's Choice                       | The Braille Alphabet Bracelet de Leslie Ligon         |                                              | [ 9 ] [ 10 ]         |
| 2010 | Design Mind                           | Ralph Caplan                                          |                                              | [ 9 ]                |
| 2010 | Diseño de interiores                  | William Sofield                                       |                                              | [ 9 ]                |
| 2010 | Diseño de interacción                 | Lisa Strausfeld                                       |                                              | [ 9 ]                |
| 2011 | Trayectoria profesional               | Matthew Carter                                        |                                              | [ 11 ] [ 12 ] [ 13 ] |
| 2011 | Trayectoria corporativa               | Knoll                                                 |                                              | [ 11 ]               |
| 2011 | Diseño en arquitectura                | Architecture Research Office                          |                                              | [ 11 ]               |
| 2011 | Diseño de la comunicaciones           | Rick Valicenti                                        |                                              | [ 11 ]               |
| 2011 | Arquitectura paisajística             | Gustafson Guthrie Nichol                              |                                              | [ 11 ]               |
| 2011 | Diseño de moda                        | J. Mendel                                             |                                              | [ 11 ]               |
| 2011 | Diseño de productos                   | Continuum                                             |                                              | [ 11 ]               |
| 2011 | Design Mind                           | Steven Heller                                         |                                              | [ 11 ]               |
| 2011 | Diseño de interiores                  | Shelton, Mindel & Associates                          |                                              | [ 11 ]               |
| 2011 | Diseño de interacción                 | Ben Fry                                               |                                              | [ 11 ]               |
| 2012 | Trayectoria profesional               | Richard Saul Wurman                                   |                                              | [ 14 ]               |
| 2012 | Trayectoria corporativa               | Design that Matters                                   |                                              | [ 14 ]               |
| 2012 | Diseño en arquitectura                | Mack Scogin Merrill Elam Architects                   |                                              | [ 14 ]               |
| 2012 | Communication Design                  | Rebeca Méndez                                         |                                              | [ 14 ]               |
| 2012 | Arquitectura paisajística             | Stoss Landscape Urbanism                              |                                              | [ 14 ]               |
| 2012 | Diseño de moda                        | Thom Browne                                           |                                              | [ 14 ]               |
| 2012 | Diseño de productos                   | Scott Wilson                                          |                                              | [ 14 ]               |
| 2012 | Design Mind                           | Janine Benyus                                         |                                              | [ 14 ]               |
| 2012 | Design Patron                         | Red Burns                                             |                                              | [ 14 ]               |
| 2012 | Diseño de interiores                  | Clive Wilkinson Architects                            |                                              | [ 14 ]               |
| 2012 | Diseño de interacción                 | Evan Roth                                             |                                              | [ 14 ]               |
| 2013 | Lifetime Achievement                  | James Wines                                           |                                              | [ 15 ]               |
| 2013 | Design Mind                           | Michael Sorkin                                        |                                              | [ 15 ]               |
| 2013 | Corporate & Institutional Achievement | TED                                                   |                                              | [ 15 ]               |
| 2013 | Architecture Design                   | Studio Gang Architects                                |                                              | [ 15 ]               |
| 2013 | Communication Design                  | Paula Scher                                           |                                              | [ 15 ]               |
| 2013 | Fashion Design                        | Behnaz Sarafpour                                      |                                              | [ 15 ]               |
| 2013 | Interaction Design                    | Local Projects                                        |                                              | [ 15 ]               |
| 2013 | Interior Design                       | Aidlin Darling Design                                 |                                              | [ 15 ]               |
| 2013 | Landscape Architecture                | Margie Ruddick                                        |                                              | [ 15 ]               |
| 2013 | Product Design                        | NewDealDesign                                         |                                              | [ 15 ]               |
| 2014 | Lifetime Achievement                  | Ivan Chermayeff and Tom Geismar                       |                                              | [ 16 ]               |
| 2014 | Corporate Achievement                 | Etsy                                                  |                                              | [ 16 ]               |
| 2014 | Architecture Design                   | Brooks + Scarpa                                       |                                              | [ 16 ]               |
| 2014 | Communication Design                  | Office                                                |                                              | [ 16 ]               |
| 2014 | Landscape Architecture                | Andrea Cochran Landscape Architecture                 |                                              | [ 16 ]               |
| 2014 | Fashion Design                        | Narciso Rodriguez                                     |                                              | [ 16 ]               |
| 2014 | Product Design                        | LUNAR                                                 |                                              | [ 16 ]               |
| 2014 | Design Mind                           | Witold Rybczynski                                     |                                              | [ 16 ]               |
| 2014 | Interior Design                       | Roman and Williams Buildings and Interiors            |                                              | [ 16 ]               |
| 2014 | Interaction Design                    | Aaron Koblin                                          |                                              | [ 16 ]               |
| 2015 | Lifetime Achievement                  | Michael Graves                                        |                                              | [ 17 ]               |
| 2015 | Director's Award                      | Jack Lenor Larsen                                     |                                              | [ 17 ]               |
| 2015 | Design Mind                           | Rosanne Haggerty                                      |                                              | [ 17 ]               |
| 2015 | Corporate & Institutional Achievement | Heath Ceramics                                        |                                              | [ 17 ]               |
| 2015 | Architecture Design                   | MOS Architectures                                     |                                              | [ 17 ]               |
| 2015 | Communication Design                  | Project Projects                                      |                                              | [ 17 ]               |
| 2015 | Fashion Design                        | threeASFOUR                                           |                                              | [ 17 ]               |
| 2015 | Interaction Design                    | John Underkoffler                                     |                                              | [ 17 ]               |
| 2015 | Landscape Architecture                | Coen + Partners                                       |                                              | [ 17 ]               |
| 2015 | Interior Design                       | Commune                                               |                                              | [ 17 ]               |
| 2015 | Product Design                        | Stephen Burks                                         |                                              | [ 17 ]               |
| 2016 | Lifetime Achievement                  | Moshe Safdie                                          |                                              | [ 18 ]               |
| 2016 | Director's Award                      | Make It Right                                         |                                              | [ 18 ]               |
| 2016 | Design Mind                           | Bruce Mau                                             |                                              | [ 18 ]               |
| 2016 | Corporate & Institutional Achievement | The Center for Urban Pedagogy                         |                                              | [ 18 ]               |
| 2016 | Architecture Design                   | Marlon Blackwell Architects                           |                                              | [ 18 ]               |
| 2016 | Communication Design                  | Geoff McFetridge                                      |                                              | [ 18 ]               |
| 2016 | Fashion Design                        | Opening Ceremony                                      |                                              | [ 18 ]               |
| 2016 | Interaction Design                    | Tellart                                               |                                              | [ 18 ]               |
| 2016 | Landscape Architecture                | Hargreaves Associates                                 |                                              | [ 18 ]               |
| 2016 | Interior Design                       | Studio O+A                                            |                                              | [ 18 ]               |
| 2016 | Product Design                        | Ammunition                                            |                                              | [ 18 ]               |